# Burgaronne
 Burgaronne  es una población y comuna francesa, en la región de Aquitania, departamento de Pirineos Atlánticos, en el distrito de Oloron-Sainte-Marie y cantón de Sauveterre-de-Béarn.

## Demografía
| 163 | 178 | 204 | 200 | 201 | 207 | 224 | 214 | 220 | 180 | 190 | 168 | 130 | 142 | 142 | 121 | 113 | 124 | 130 | 95 | 110 | 123 | 104 | 102 | 84 | 67 | 58 | 48 | 60 | 86 | 94 | 99 | 98 |
| Para los censos de 1962 a 1999 la población legal corresponde a la población sin duplicidades (Fuente: INSEE [Consultar]) |     |     |     |     |     |     |     |     |     |     |     |     |     |     |     |     |     |     |    |     |     |     |     |    |    |    |    |    |    |    |    |    |

## Economía
La principal actividad es la agrícola.